# Канадська національна виставка
43°37′58″ пн. ш. 79°24′58″ зх. д. / 43.632777777778° пн. ш. 79.416111111111° зх. д.

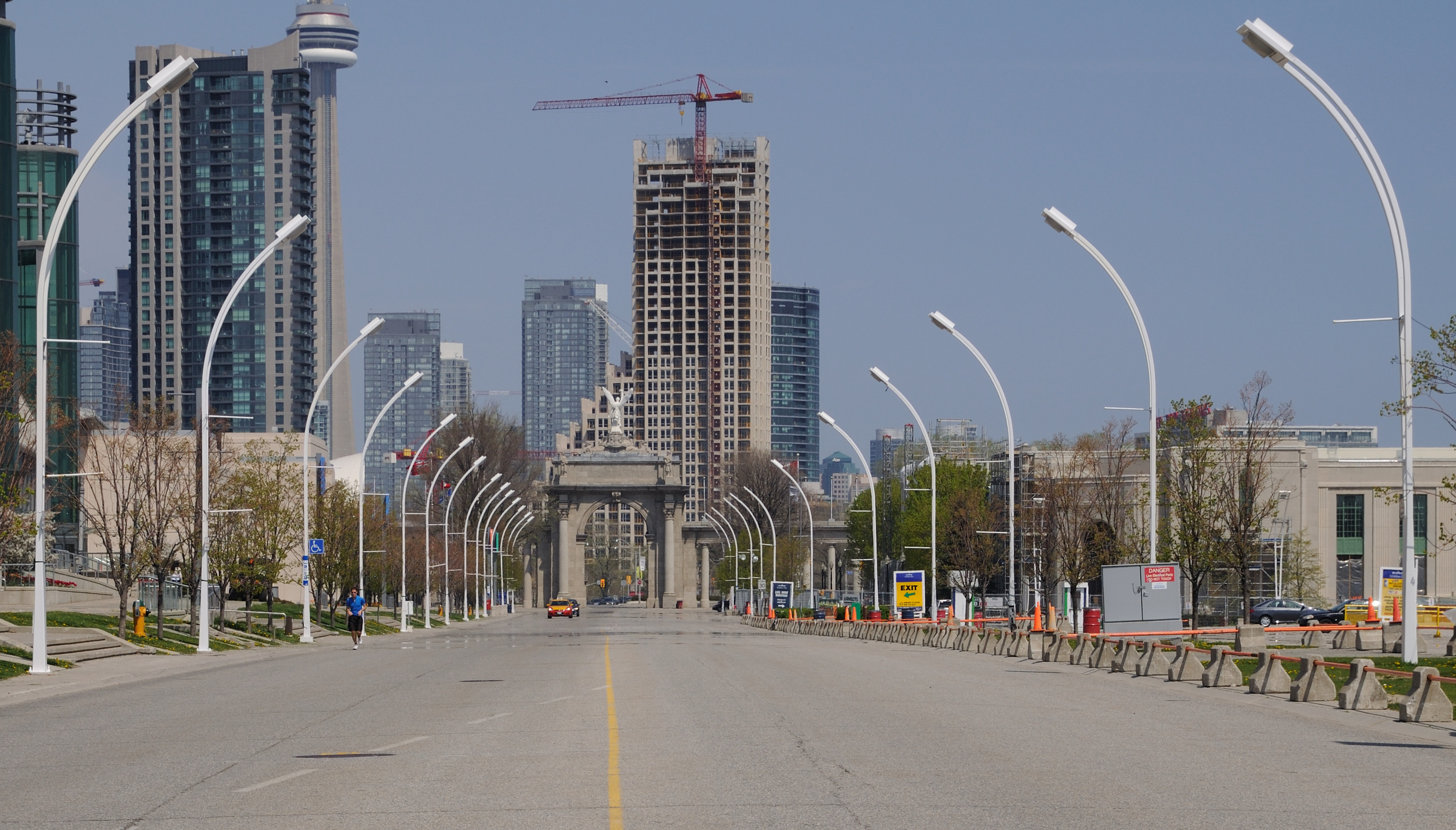
Національна виставка, вигляд у східному напрямку, на задньому плані - Ворота принців

Канадська національна виставка — багатофункціональний культурно-промоційний комплекс у Торонто. Виставковий квартал на захід від центру міста названий на честь канадського національного ярмарку, який проводиться з середини серпня протягом 18 днів. Площа призначена для ярмарків, спортивних та музичних заходів становить майже 79 га. Крім того іншого, на виставковому комплексі є футбольний стадіон BMO Field та вулична траса. Сумарна площа разом зі спортивними спорудами - 104 га.

## Історія

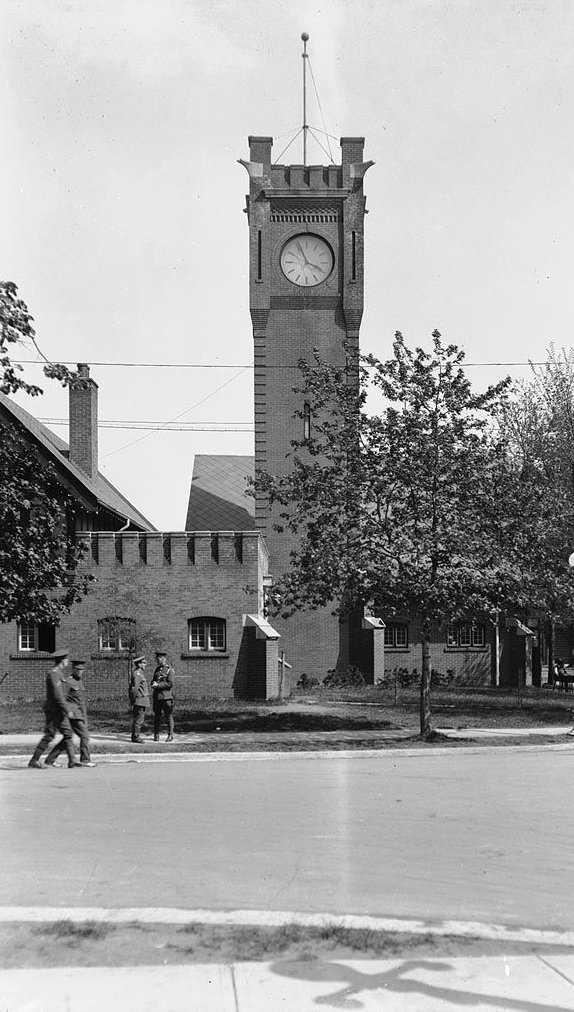
Пожежна вежа на виставці, 1912 рік

Французькі торговці спорудили під орудою Жака-П'єра де Таффанеля де ла Жонк'єра 1750/51 на місці сьогоднішнього Виставкового комплексу Форт Руйє (фр. Fort Rouillé) як торговий пункт. Ця місцевість уже була важливим торговим шляхом для представників корінних народів. Отже, метою французів було отримати свої товари ще до того, як вони дійшли до британських торгових постів. Вже в 1759 році форт зазнав пожежі під час боїв.
В цьому місці сталося два вторгнення військ США в Йорк, одне — 27 квітня 1813 року під час Британо-американської війни та слідом 31 липня того ж року.
У 19 столітті були зроблені спроби перенести старий Форт-Йорк на місце, яке зараз є виставковим майданчиком. У 1840–41 рр. для нього було зведено ряд будівель; проте оборонних споруд не будували. Британці передали цей пост Канаді в 1870 році, і канадці вже згадують про це місце як про казарму Стенлі в 1893 році. До 1947 року казарма використовувалась як приміщення для гарнізону, а в 1950 році його знесли, крім будівлі штабу. Ця будівля використовувалась як морський музей до 1997 року.
У 1878 році на виставковому майданчику відбувся перший провінційний сільськогосподарський ярмарок. Місце проведення традиційно змінювалося щороку, і коли в 1879 році для ярмарку було обрано Оттаву, місто Торонто вирішило провести власний ярмарок. Спочатку він називався Промислова виставка-ярмарок Торонто. З 1904 виставка-ярмарок проводилася щорічно, а згодом вона була перейменована на Канадську національну виставку.
Від 1986 до 2007 року на виставковому майданчику проходив щорічний захід з автоспорту Champ Car. З 2009 року гонка називається Honda Indy Toronto і належить до IndyCar Series.  2,824-кілометрова вулична траса з одинадцятьма поворотами їдеться у 85 колах.

## Опис
Територія, яка майже виходить до берегів озера Онтаріо, обмежена на схід Брамою принців. Брама названа на честь принца Уельського Едварда VIII, який відвідав Виставку зі своїм братом принцом Джорджем у 1927 році. Прибережний парк Лейк-Шор та Коронейшен-парк також лежать поза східним краєм. На півдні виставкові майданчики межують з озером Онтаріо та парком розваг і дозвілля Ontario Place, який розташований на островах в озері. Автострада Ґардінера проходить на північніше від Національної виставки та південніше від бульвару Лейк-Шор.
Виставка обслуговується місцевою мережею громадського транспорту. Вона має власну станцію на західній лінії Lakeshore GO Transit (Торонто - Гамільтон). Національна виставка — кінцева станція на лінії 509 Harbourfront та 511 Bathurst трамваю Торонто. Крім того, до виставки курсують дві спеціальні автобусні лінії.

## Будівлі

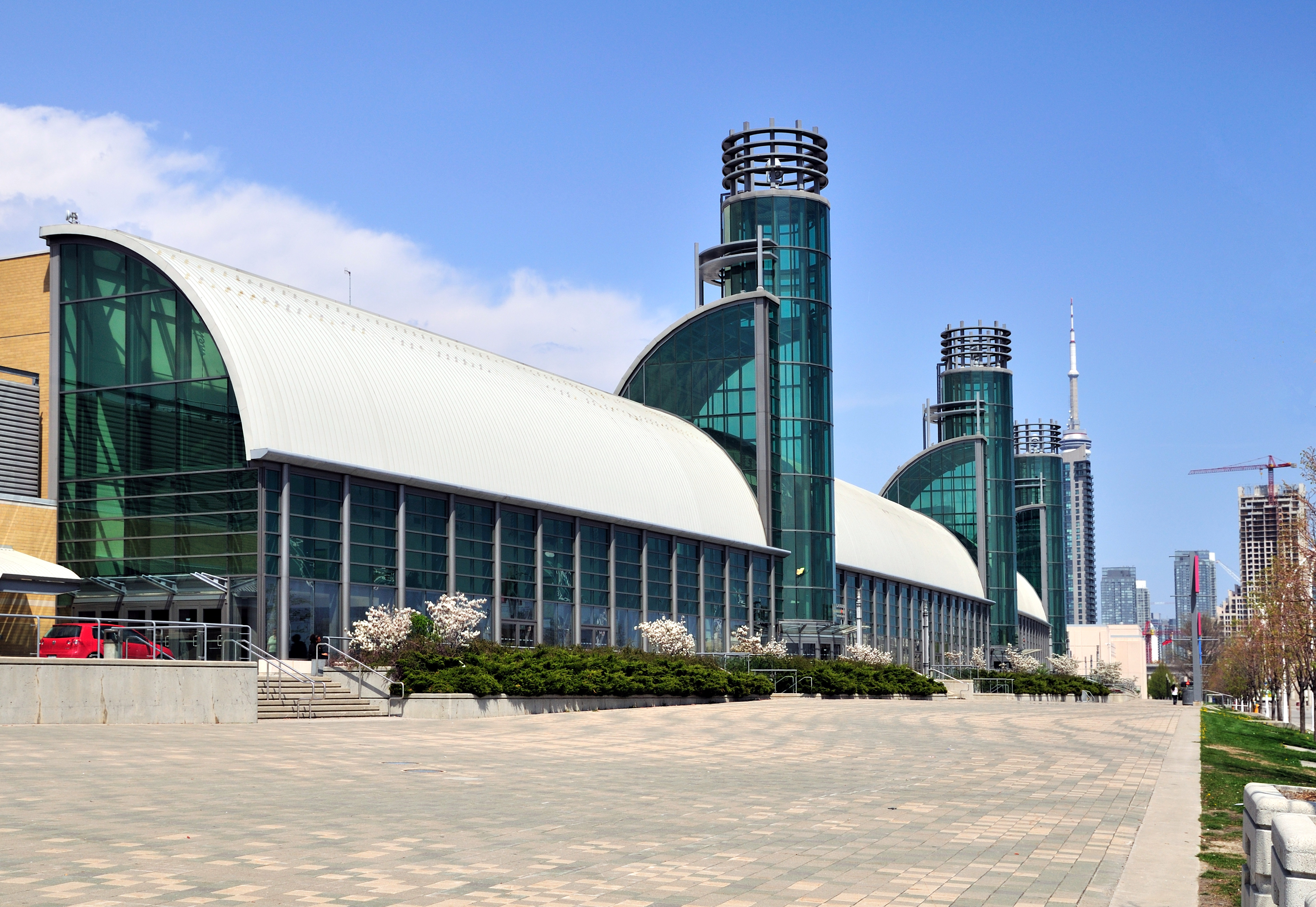
Центр прямої енергії

На Виставковому майданчику є ряд виставкових зал, а також історичні будівлі та пам'ятники. Найбільша зала, Direct Energy Centre на сході, також є найбільшою виставковою залою Канади. Вона розділена на десять окремих зал і забезпечує близько 90 000 квадратних метрів виставкової площі.
Від 1879 до 1999 року на цьому місці знаходився Виставковий стадіон, який був домом Торонто Блю Джейс та Торонтонських Арґонавтів.
Автомобільний будинок, побудований у 1929 році, розташований біля Брами принців. Концертна мушля датується 1936 роком. Багато відомих музикантів давали там концерти, такі як Ґай Ломбардо, Луї Армстронґ або Джоні Мітчелл . Better Living Centre - це виставкова будівля в класичному модерному стилі, відкрита в 1964 році.
Будівля садівництва датується 1907 роком. Це будівля ярмарку, що імітує архітектурний стиль середньовіччя. На рівні головного входу є білий купол.
На цьому місці стоїть пам’ятник Форт Рульє, обеліск, що нагадує колишній французький форт. У Меморіалі миру в храмі Shrine Peace Memorial  1930 року зображена фігура ангела, яка тримає корону з листя з оливкових гілок. Фігура спирається на глобус, який тримає сфінкс. Спроектував пам’ятник Чарльз Кек (1875–1951).
На північному заході комплексу знаходиться вітрова турбіна висотою 91 метр (Toronto Windmill). Її було зведено 18 грудня 2002 року.

## Вебпосилання
- Офіційний сайт національної виставки [Архівовано 24 січня 2021 у Wayback Machine.]